# ویکرز ولینگتون
ویکرز ولینگتون(به انگلیسی: Vickers Wellington) یک بمب‌افکن متوسط دو موتوره بریتانیایی بود که اوسط دهه ۱۹۳۰ طراحی و در جریان جنگ جهانی دوم توسط نیروی هوایی بریتانیا به‌کار گرفته شد.

## طراحی و استفاده
نخستین پیش‌نمونه (کِی ۴۰۴۹) با دو موتور ۸۵۰ اسب بخاری بریستول پگاسوس ۱۰، روز ۱۵ ژوئن سال ۱۹۳۶ به پرواز درآمد. همان سال سفارش تولید صادر شد. در مدل اصلاح‌شده ام‌کی. ۱ ظرفیت حمل بمب دو برابر و نیروی محرکه با موتور  ۱٬۰۰۰ اسب بخاری پگاسوس ۱۸ جایگزین شد. این مدل ماه اکتبر سال ۱۹۳۸ وارد خدمت شد.
با آغاز جنگ جهانی دوم، هواگردهای ولینگتون روز ۴ سپتامبر سال ۱۹۳۹ نخستین حمله هوایی بریتانیایی‌ها علیه آلمان را در ویلهلمس‌هافن اجرا کردند. از ماه دسامبر سال ۱۹۳۹ عملیات این هواگرد به صورت شبانه صورت می‌گرفت و گونه اصلی بمباران‌های شبانه نیروی هوایی بریتانیا بودند تا این که بمب‌افکن‌های سنگین وارد صحنه شدند. ولینگتون همچنین نخستین هواگردی بود که از بمب ۴٬۰۰۰ پندی (۱٬۸۱۵ کیلوگرم) بلاک‌باستر استفاده کردند. تعدادی از هواگردهای اصلاح‌شده ام‌کی ۱ تا اوایل سال ۱۹۴۰ عملیات‌های مین‌ریزی و پاک‌سازی مین دریایی داشتند.

## مدل‌ها
- ام‌کی ۱: با موتور پگاسوس ۱۸
  - ۱اِی
  - ۱سی
- ام‌کی ۲: با موتور مرلین ۱۰ - ۴۰۰ فروند
- ام‌کی ۳: با موتور هرکولس ۱۱ - ۱۵۱۹ فروند
- ام‌کی ۴: با موتور پرت اند ویتنی تووین واسپ - ۲۲۱ فروند
- ام‌کی ۵، ام‌کی ۶ و ام‌کی ۷: نسخه‌های آزمایشی
- ام‌کی ۸: برای فرماندهی ساحلی بریتانیا - هواگرد اژدرافکن و شناسایی عمومی با نورافکن و رادار بیرونی - ۳۹۴ فروند
- جی‌آر ۱۱: بر پای ام‌کی ۸ - با آنتن‌پوش سر بسته[۱]